# Pedra Riscada
Pedra Riscada é um monumento natural situado em Lumiar, 5° distrito de Nova Friburgo, nas proximidades da RJ-142, trata-se de uma curiosa formação rochosa muito procurada por praticantes do montanhismo e do ecoturismo, sendo considerada como um dos pontos turísticos da região. Possui 1.425 metros de altitude e permite avistar algumas localidades litorâneas, inclusive a cidade de Silva Jardim.
Conta a lenda que, antes da imigração suíça no Brasil, o bandido Mão de Luva teria escondido alguns de seus tesouros nos arredores da Pedra Riscada[carece de fontes?].